# TUFO-Pardus Prostějov
TUFO-Pardus Prostějov is een wielerploeg die een Tsjechische licentie heeft. De ploeg bestaat sinds 2013. SKC Tufo Prostějov komt uit in de continentale circuits van de UCI. Petr Sramek is de manager van de ploeg.

## Seizoen 2014

### Transfers
| Inkomend | Team 2013 | Uitgaand    | Team 2014        |
| -------- | --------- | ----------- | ---------------- |
|          |           | Jan Svorada | Bauknecht-Author |

## Seizoen 2013

### Renners
| Naam                          | Geboortedatum     | Nationaliteit | Ploeg 2012 |
| ----------------------------- | ----------------- | ------------- | ---------- |
| Jakub Filip                   | 31 juli 1992      | Tsjechië      | Neo        |
| Dominik Hynek                 | 21 september 1991 | Tsjechië      | Neo        |
| Christopher Imrek             | 11 april 1991     | Oostenrijk    | Neo        |
| Jiri Matousek                 | 11 april 1992     | Tsjechië      | Neo        |
| Michal Mracek                 | 28 april 1992     | Tsjechië      | Neo        |
| Ondrej Ponikelsky             | 23 april 1994     | Tsjechië      | Neo        |
| Jan Stöhr                     | 5 april 1991      | Tsjechië      | Neo        |
| Jan Svorada                   | 20 januari 1992   | Tsjechië      | Neo        |
| Adam Valeš (vanaf 1 augustus) | 3 maart 1994      | Tsjechië      | Neo        |
| Viktor Vrazel                 | 13 juli 1992      | Tsjechië      | Neo        |
| Jan Wolf                      | 2 mei 1989        | Tsjechië      | Geen       |